# César honorário
O César Honorário (em francês: César d'honneur) é um prémio cinematográfico concedido anualmente, desde a primeira edição dos Prémios César, em 3 de abril de 1976.
O número de prémios concedido varia a cada ano, entre um e quatro prémios. Jeanne Moreaue Michael Douglas são as únicas pessoas à terem recebido duas vezes o César Honorário.

## Premiados
Abaixo segue-se a lista de premiados com o César Honorário:
| Ano  | Premiados             | Profissão                                            | Nacionalidade   | Notas                                        |
| ---- | --------------------- | ---------------------------------------------------- | --------------- | -------------------------------------------- |
| 1976 | Ingrid Bergman        | Atriz                                                | Suécia          |                                              |
| 1976 | Diana Ross            | Cantora, compositora, Atriz                          | Estados Unidos  |                                              |
| 1977 | Jacques Tati          | Ator, cineasta                                       | França          |                                              |
| 1978 | Robert Dorfmann       | Produtor                                             | França          |                                              |
| 1978 | René Goscinny         | Escritor, humorista, argumentista                    | França          |                                              |
| 1979 | Marcel Carné          | Cineasta                                             | França          |                                              |
| 1979 | Walt Disney           | Produtor, cineasta, argumentista, ator, apresentador | Estados Unidos  | Póstumo                                      |
| 1979 | Charles Vanel         | Ator, cineasta                                       | França          |                                              |
| 1980 | Pierre Braunberger    | Produtor, ator                                       | França          |                                              |
| 1980 | Kirk Douglas          | Ator, cineasta, produtor                             | Estados Unidos  |                                              |
| 1980 | Louis de Funès        | Ator, comediante                                     | França          |                                              |
| 1981 | Marcel Pagnol         | Escritor, cineasta                                   | França          |                                              |
| 1981 | Alain Resnais         | Cineasta, argumentista, montador                     | França          |                                              |
| 1982 | Georges Dancigers     | Produtor                                             | França          |                                              |
| 1982 | Alexandre Mnouchkine  | Produtor                                             | França          |                                              |
| 1982 | Jean Nény             | Sonoplasta                                           | França          |                                              |
| 1982 | Andrzej Wajda         | Cineasta, argumentista                               | Polónia         |                                              |
| 1983 | Raimu                 | Ator                                                 | França          | Póstumo                                      |
| 1984 | Georges de Beauregard | Produtor                                             | França          |                                              |
| 1984 | René Clément          | Cineasta                                             | França          |                                              |
| 1984 | Edwige Feuillère      | Atriz                                                | França          |                                              |
| 1985 | Christian-Jaque       | Cineasta, argumentista, adaptador                    | França          |                                              |
| 1985 | Danielle Darrieux     | Atriz                                                | França          |                                              |
| 1985 | Christine Gouze-Rénal | Produtora                                            | França          |                                              |
| 1985 | Alain Poiré           | Produtor                                             | França          |                                              |
| 1986 | Bette Davis           | Atriz                                                | Estados Unidos  |                                              |
| 1986 | Jean Delannoy         | Cineasta, argumentista                               | França          |                                              |
| 1986 | René Ferracci         | Criadora de cartazes                                 | França          |                                              |
| 1986 | Maurice Jarre         | Compositor                                           | França          |                                              |
| 1986 | Claude Lanzmann       | Cineasta, jornalista, escritor                       | França          |                                              |
| 1987 | Jean-Luc Godard       | Cineasta, argumentista                               | França/ Suíça   |                                              |
| 1988 | Serge Silberman       | Produtor                                             | França          |                                              |
| 1989 | Bernard Blier         | Ator                                                 | França          |                                              |
| 1989 | Paul Grimault         | Cineasta                                             | França          |                                              |
| 1990 | Gérard Philipe        | Ator                                                 | França          | Póstumo, foi recebido por Anne-Marie Philipe |
| 1991 | Jean-Pierre Aumont    | Ator                                                 | França          |                                              |
| 1991 | Sophia Loren          | Atriz                                                | Itália          |                                              |
| 1992 | César Baldaccini      | Escultor                                             | França          |                                              |
| 1992 | Michèle Morgan        | Atriz                                                | França          |                                              |
| 1992 | Sylvester Stallone    | Ator, argumentista, cineasta, produtor               | Estados Unidos  |                                              |
| 1993 | Jean Marais           | Ator                                                 | França          |                                              |
| 1993 | Marcello Mastroianni  | Ator                                                 | Itália          |                                              |
| 1993 | Gérard Oury           | Cineasta, ator, argumentista                         | França          |                                              |
| 1994 | Jean Carmet           | Ator, argumentista                                   | França          |                                              |
| 1995 | Jeanne Moreau         | Atriz, cineasta, cantora                             | França          | 1.ª vez                                      |
| 1995 | Gregory Peck          | Ator                                                 | Estados Unidos  |                                              |
| 1995 | Steven Spielberg      | Cineasta, argumentista, produtor                     | Estados Unidos  |                                              |
| 1996 | Lauren Bacall         | Atriz                                                | Estados Unidos  |                                              |
| 1996 | Henri Verneuil        | Cineasta, argumentista                               | França          |                                              |
| 1997 | Charles Aznavour      | Ator, compositor                                     | França/ Armênia |                                              |
| 1997 | Andie MacDowell       | Atriz, manequim                                      | Estados Unidos  |                                              |
| 1998 | Michael Douglas       | Ator, produtor                                       | Estados Unidos  |                                              |
| 1998 | Clint Eastwood        | Ator, cineasta, compositor, produtor                 | Estados Unidos  |                                              |
| 1999 | Pedro Almodóvar       | Cineasta                                             | Espanha         |                                              |
| 1999 | Johnny Depp           | Ator, produtor                                       | Estados Unidos  |                                              |
| 1999 | Jean Rochefort        | Ator                                                 | França          |                                              |
| 2000 | Josiane Balasko       | Atriz, cineasta, argumentista                        | França          |                                              |
| 2000 | Georges Cravenne      | Produtor, publicitário                               | França          | Fundador dos Prémios César                   |
| 2000 | Jean-Pierre Léaud     | Ator                                                 | França          |                                              |
| 2000 | Martin Scorsese       | Cineasta                                             | Estados Unidos  |                                              |
| 2001 | Darry Cowl            | Ator, músico                                         | França          |                                              |
| 2001 | Charlotte Rampling    | Atriz                                                | Reino Unido     |                                              |
| 2001 | Agnès Varda           | Cineasta, fotógrafa                                  | Bélgica         |                                              |
| 2002 | Anouk Aimée           | Atriz                                                | França          |                                              |
| 2002 | Jeremy Irons          | Ator                                                 | Reino Unido     |                                              |
| 2002 | Claude Rich           | Ator                                                 | França          |                                              |
| 2003 | Bernadette Lafont     | Atriz                                                | França          |                                              |
| 2003 | Spike Lee             | Argumentista, cineasta, produtor                     | Estados Unidos  |                                              |
| 2003 | Meryl Streep          | Atriz                                                | Estados Unidos  |                                              |
| 2004 | Micheline Presle      | Atriz                                                | França          |                                              |
| 2005 | Jacques Dutronc       | Ator, compositor, cantor                             | França          |                                              |
| 2005 | Will Smith            | Ator, produtor, cantor                               | Estados Unidos  |                                              |
| 2006 | Hugh Grant            | Ator                                                 | Reino Unido     |                                              |
| 2006 | Pierre Richard        | Ator, cineasta, argumentista                         | França          |                                              |
| 2007 | Marlène Jobert        | Atriz                                                | França          |                                              |
| 2007 | Jude Law              | Ator, produtor, cineasta                             | Reino Unido     |                                              |
| 2008 | Roberto Benigni       | Ator, cineasta                                       | Itália          |                                              |
| 2008 | Jeanne Moreau         | Atriz, cineasta, cantora                             | França          | 2.ª vez                                      |
| 2009 | Dustin Hoffman        | Ator                                                 | Estados Unidos  |                                              |
| 2010 | Harrison Ford         | Ator                                                 | Estados Unidos  |                                              |
| 2011 | Quentin Tarantino     | Cineasta, argumentista, produtor, ator               | Estados Unidos  |                                              |
| 2012 | Kate Winslet          | Atriz                                                | Reino Unido     |                                              |
| 2013 | Kevin Costner         | Ator, cineasta, produtor                             | Estados Unidos  |                                              |
| 2014 | Scarlett Johansson    | Atriz                                                | Estados Unidos  |                                              |
| 2015 | Sean Penn             | Ator, realizador, cenarista e produtor               | Estados Unidos  |                                              |
| 2016 | Michael Douglas       | Ator e produtor                                      | Estados Unidos  | 2.ª vez                                      |
| 2017 | George Clooney        | Ator, realizador, argumentista e produtor            | Estados Unidos  |                                              |
| 2018 | Penélope Cruz         | Atriz                                                | Espanha         |                                              |